# Felipe Leyton
Luis Felipe Leyton Hernández (Ecuador, 23 de julio de 1953 - Guayaquil, 9 de abril de 2020), fue un cirujano plástico ecuatoriano, conocido por realizar cirugías a personas del medio del espectáculo de Ecuador y también su trabajo ha sido reconocido a nivel internacional.
Falleció el 9 de abril de 2020 a los 67 años en Guayaquil, a causa de un paro cardiorrespiratorio posterior a un cuadro compatible con enfermedad por COVID-19.